# Atelurius segmentatus
Atelurius segmentatus är en spindelart som beskrevs av Simon 1901. Atelurius segmentatus ingår i släktet Atelurius och familjen hoppspindlar. Inga underarter finns listade.